# Кырыккале
Кыры́ккале́ (тур. Kırıkkale) — город в Турции, столица ила Кырыккале. Расположен в регионе Центральная Анатолия, в 80 километрах к востоку от Анкары. Рядом протекает река Кызылырмак.
Через город проходит железная дорога Анкара — Кайсери, нефтепровод Джейхан — Кырыккале. Здесь работают предприятия металлургии и машиностроения, оружейный завод, есть Университет Кырыккале.

## История
Поселение Кырыккале в 1929 году, когда здесь начал работать оружейный завод, насчитывало около трёх тысяч человек. По итогам всеобщей переписи населения 1935 года, в Кырыккале жило уже 4600 человек.
В 1941 году Кырыккале получил статус муниципального образования. В связи со строительством крупных металлургических предприятий в 1950-х годах, а также химических заводов в 1960-х годах произошёл значительный прирост численности населения. Сегодня в городе вместе с окрестностями проживает около 200 тысяч человек.

## География
Кырыккале состоит из 26 районов.
Климатическая зона Кырыккале предполагает холодные и снежные зимы с жарким и сухим летом, а также дождливым межсезоньем.

## Достопримечательности
- Кесик Копрю — мост XIII века постройки
- Музей оружия

## Спорт
В 2023 году в городе была проведена первая международная велогонка в Кырыккале — Кырыккале Роад Рэйс